# Brücke der Deutschen Einheit (Würzburg)
Die Brücke der Deutschen Einheit ist eine von sieben Brücken über den Main in Würzburg. Über sie führen drei Fahrspuren sowie beiderseits der Fahrbahn je ein Fußgänger- und Fahrradweg.

## Lage
Die Brücke der Deutschen Einheit ist die nördlichste Mainbrücke in Würzburg. Sie verbindet bei Flusskilometer 251,23 den Stadtteil Zellerau am linken Flussufer mit der rechts des Mains gelegenen Äußeren Pleich, einem Teil der Würzburger Altstadt. Neben dem Main überspannt die Brücke auch das rechtsmainisch gelegene Becken des Alten Hafens und die Mainwiesen am linken Flussufer. Die nächste Brücke in südlicher Richtung ist die etwa 400 Meter entfernte Friedensbrücke.

## Geschichte
Mit dem Bau der Brücke wurde 1990 begonnen, die Einweihung erfolgte am 3. Oktober 1992, dem Tag der Deutschen Einheit, dem die Brücke auch ihren Namen verdankt. Sie ist damit die jüngste Mainbrücke in Würzburg. Im Vorfeld des Baus hatte es in der Öffentlichkeit zahlreiche Diskussionen darüber gegeben, welchen Einfluss die fertige Brücke auf das Stadtbild ausüben würde; der erste Entwurf hatte einen deutlich höheren Pylon vorgesehen, der als Kompromiss jedoch schließlich bis an die Grenze des technisch Machbaren gekürzt worden war.

## Konstruktion

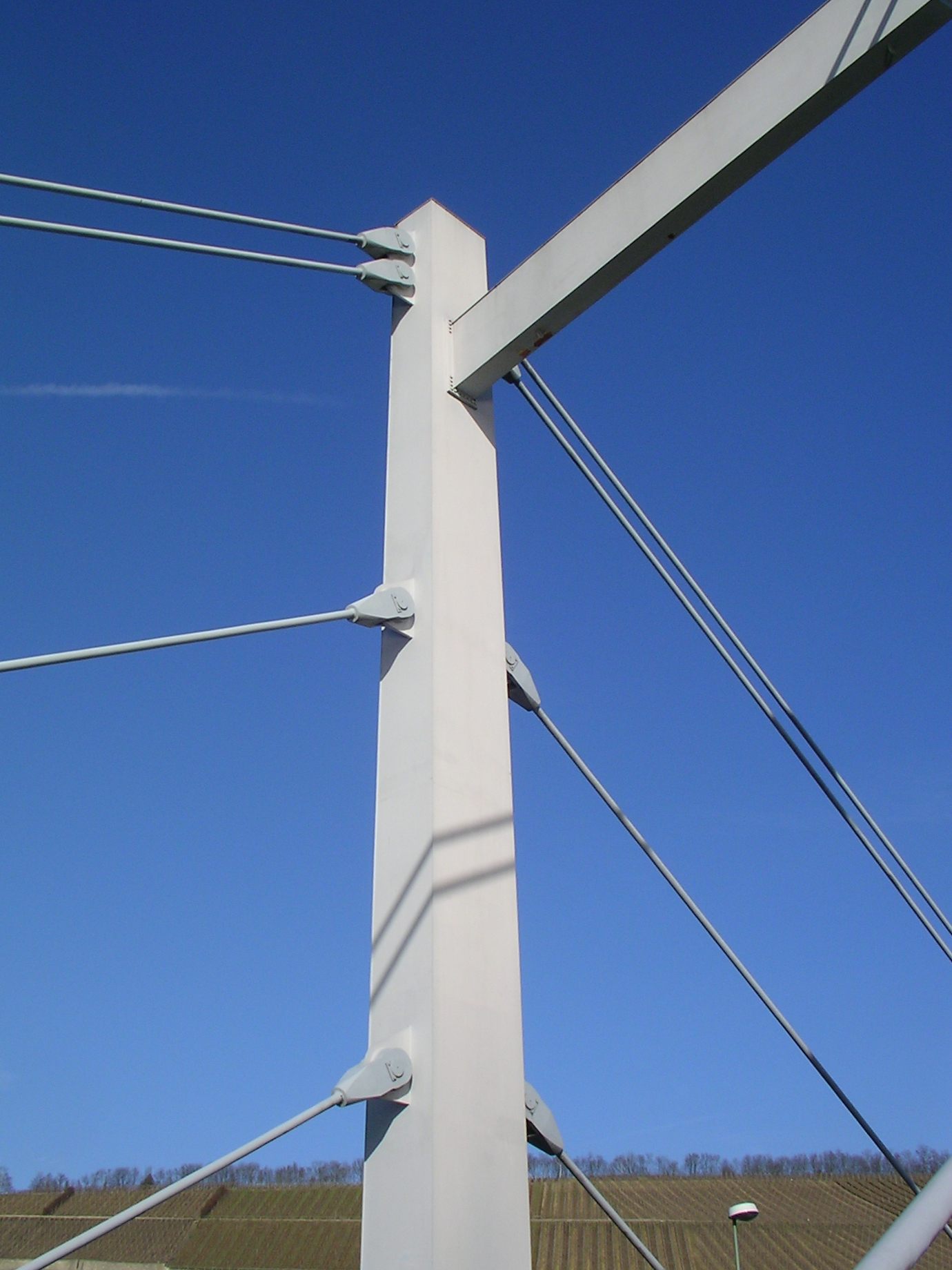
Pylon der Brücke der Deutschen Einheit

Bei der Brücke der Deutschen Einheit handelt es sich um eine Schrägseilbrücke mit einer Gesamtlänge von 239 Metern. Die Höhe des Pylons und die Geometrie der Seilharfe waren dem ausführenden Bauunternehmen von Seiten der Behörden vorgegeben worden. Da der Pylon gegenüber dem ersten Entwurf der Brücke um 14 Meter gekürzt worden war, wurden die Seile der ursprünglich geplanten vierten Lage zur dritten Lage hinzugefügt. Die Seile überspannen deshalb nur rund 60 Prozent der beiden je 75 Meter langen Hauptfelder der Brücke, was sich nachteilig auf die Statik des Bauwerks auswirkt. Die beiden Pylonstiele bestehen aus Stahlbeton und sind oberhalb der Fahrbahn von einem mittragenden Mantel aus 10 Millimeter dickem Stahlblech umhüllt.
Die Seile sind in einem Abstand von lediglich einem Meter links und rechts der Fahrbahn in den Längsträgern der Brücke verankert und werden deshalb von abgeschrägten Sockeln aus Stahlbeton vor dem Anprall von Fahrzeugen geschützt. Die Fuß- und Radwege werden in kanzelartigen Verbreiterungen um die Pylonstiele herumgeführt.
Die Vorlandbrücke, die mit drei Feldern die links des Flusses gelegenen Mainwiesen überspannt, wird von zwei Paar Rundstützen getragen. Am linken Mainufer unterstützt eine Pfeilerscheibe die Brücke.